# The Corruptor - Indagine a Chinatown
The Corruptor - Indagine a Chinatown (The Corruptor) è un film del 1999 diretto dal regista James Foley.

## Trama
A New York, il tenente della polizia (NYPD), Nick Chen, è a capo dell'unità che si occupa delle bande asiatiche.
Astuto, distinto e rispettato, da asiatico è ben introdotto nel mondo delle Triadi, la potentissima mafia cinese: il suo compito principale è quello di mantenere la pace a Chinatown, messa a rischio da una guerra per il controllo del territorio tra la Tung Fung Benevolent Association e la banda di strada dei draghi Fukienese. Il problema è complicato dal fatto che è anche un informatore per la Triade, capeggiata da "zio" Benny Wong e il suo luogotenente Henry Lee. Dopo un attentato con esplosivi a Chinatown, all'unità di Chen è assegnato l'agente Danny Wallace, ignaro della corruzione di Chen. Danny mente ai suoi nuovi colleghi affermando di aver accettato l'incarico come mezzo per fare più rapidamente carriera e raggiungere il distintivo da detective, ma in realtà è stato segretamente incaricato dagli Affari Interni di monitorare Chen ed i suoi uomini.
Durante un raid della polizia in un bordello di Fukien, Chen salva la vita di Wallace che al momento del battesimo del fuoco ha avuto delle esitazioni. Wallace, sapendo che la sua vita è ora nelle mani di Chen, inizia una perquisizione in un'operazione anti-droga, non sapendo che era coinvolto un agente dell'FBI sotto copertura. Dopo essere stato rimproverato dall'FBI per aver interferito con un'indagine in corso, Wallace viene presentato a Lee che intuisce il potenziale valore di avere un altro poliziotto sul libro paga dei Tong. Benny è in grado di indurre Wallace a lavorare per lui facendolo cadere in un anello sotterraneo di prostituzione. Wallace riceve un elogio per il valore, ma Chen ora sospetta che Wallace stia lavorando per i  Tong.
Wallace e Chen si incrociano inavvertitamente, gettando la loro fiducia reciproca fuori dalla finestra e mettendo in discussione le intenzioni di Lee. Chen odia il Fukienese, ma né lui né Danny sanno che Lee sta formando una collaborazione con il loro leader Bobby Vu. Sia Lee che Vu sanno che c'è un agente dell'FBI sotto copertura nella loro operazione di droga e decidono di ucciderlo.
Durante il monitoraggio di un'operazione di droga, Wallace e Chen assistono a uno scontro violento con una squadra colpita da Tong che porta a Chen rimproverato per aver fallito nelle indagini dell'FBI. Dopo l'incidente, sia Wallace che Chen giurano di non parlare all'FBI senza prima parlarsi. L'FBI scopre la vera ragione per cui Wallace si è unito all'AGU e minaccia di esporlo a meno che non sia disposto a spiare Chen. Quando uno degli informatori di Chen assiste al suicidio di Zio Benny per evitare di essere ucciso da Vu, Chen avvisa il procuratore distrettuale, che intende accusare le tenaglie sotto RICO. Il procuratore distrettuale, l'FBI e sia Wallace che Chen decidono di voler catturare Vu nell'atto e decidono di trattenere gli arresti.
Lee sceglie di mettere in guardia Chen sulla vera identità e sul lavoro di Wallace. Durante l'operazione notturna, Chen estrae la sua pistola su Wallace con rabbia. Wallace ragiona con Chen e i due che combattono contro i Draghi, uccidendone la maggior parte. Chen spinge via Wallace e viene mortalmente colpito da Vu. Wallace spara quindi a Vu. Mentre era in ospedale, Wallace rifiuta di ritirare la sua dichiarazione originale secondo cui Chen è morto da buon poliziotto. Più tardi, Wallace guida l'arresto di Lee. A Chen viene dato il funerale di un eroe con Wallace in processione.